# Матяшин Гнат Михайлович
Гнат Михайлович Матяшин (11 листопада 1925, Андріївка — 30 жовтня 1979) — український радянський хірург, доктор медичних наук, професор, головний хірург МОЗ УРСР.

## Біографія
Народився 11 листопада 1925 року в селі Андріївці Селидівського району Сталінської області в родині лікарів. Його батько, Михайло Прокопович Матяшин — лікар, спеціаліст широкого профілю, одним з перших у Донбасі був удостоєний звання заслуженного лікаря УРСР. Мати — Олена Георгіївна Матяшина (Черюнова) — заслужений лікар УРСР, активістка боротьби з інфекціями, була нагороджена орденом Трудового Червоного Прапора. У 1932 році в місті Макіївці, за місцем служби батька, пішов у перший клас школи. У 1941 році батько переводиться на роботу в місто Петрозаводськ Карело-Фінської РСР.
У перші дні німецько-радянської війни батьки були мобілізовані в Червону Армію, а Гнат Михайлович евакуйований у місто Прокоп'євськ (тоді Новосибірської області). У квітні 1942 року виїхав до міста Бєломорська — за місцем служби батьків. У вересні 1942 року вступив в Архангельський медичний інститут. У грудні 1942 року призваний до лав Червоної Армії і направлений в Архангельське військово-кулеметне училище. У серпні 1943 року направлений на фронт у 51 гвардійську танкову бригаду 3-ї гвардійської танкової армії 1-го Українського фронту, де служив до березня 1944 року спочатку як командир кулеметного розрахунку, а потім як командир взводу танкового десанту. Брав участь у відвоюванні Сумської та Полтавської областей, в форсуванні Дніпра на Лютізькому і Букринському плацдармах, в битвах за Київ, Фастів, Житомир.
Був нагороджений орденом Червоної Зірки. Після першого поранення повернувся в бойовий стрій. Друге сліпе осколкове поранення в хребет, отримане в 1944 році при відвоювання Проскурова, виявилося важким. Розвинувся остеоміеліт, і Гнат Михайлович переніс десять операцій на хребті. Знаходився на лікуванні в госпіталях № 1959, 1141, 2148 до червня 1945 року. У червні 1945 року був демобілізований і знятий з військового обліку.
У вересні 1945 року вступив в Сталінський медичний інститут на лікувальний факультет (в 1947–1948 роках був головою профкому інституту), який з відзнакою закінчив в 1950 році і був направлений на роботу в місто Ворошиловград, де завідував обласної станцією переливання крові, а потім був заступником головного лікаря обласної лікарні. У травні 1952 року Гнат Михайлович звернувся з заявою до директора Сталінського медінституту з проханням зарахувати його в клінічну ординатуру хірургічної клініки. У тому ж році був затверджений клінічним ординатором кафедри загальної хірургії лікувального факультету Сталінського медичного інституту. З 1 вересня 1953 року призначений виконуючим обов'язки асистента тієї ж кафедри. У 1956 році успішно захистив кандидатську дисертацію присвячену клінічним спостереженнями над лікувальним застосуванням сироватки Біленького. Рішенням вищої атестаційної комісії від 27 травня 1957 йому присуджується вчений ступінь кандидата медичних наук. Наказом № 334 від 4 липня 1958 року по Сталінському медичному інституту затверджено рішення Ради інституту про обрання Гната Матяшина на посаду доцента кафедри загальної хірургії лікувального факультету. Рішенням вищої атестаційної комісії від 20 вересня 1959 року йому присуджено вчене звання доцента. У 1964 році успішно захистив докторську дисертацію і рішенням Вищої атестаційної комісії СРСР від 12 червня 1965 року йому присуджено науковий ступінь доктора медичних наук. У листопаді 1964 року наказом ректора № 1282 від 11 листопада доцент Г. М. Матяшин переводиться на посаду професора кафедри загальної хірургії лікувального факультету, а 23 лютого 1966 року рішенням вищої атестаційної комісії йому присвоєно вчене звання професора за фахом «хірургія». З 1964 по 1967 рік був головою Донецького обласного наукового товариства хірургів.
26 серпня 1968 року наказом по Донецькому медичному інституту звільнений з займаної посади у зв'язку з обранням за конкурсом до Київського медичного інституту з 27 серпня 1968 року. Очоливши кафедру факультетської хірургії Київського медичного інституту, одночасно був головним хірургом МОЗ УРСР. Багато років очолював Республіканське наукове товариство хірургів, був членом Правління Всесоюзного наукового товариства.

Могила Гната Матяшина

Помер 30 жовтня 1979 року. Похований в Києві на Байковому кладовищі (ділянка № 1).

## Наукова діяльність
Автор понад 250 праць, з них п'яти монографій, які присвячені хірургії стравоходу, шлунково-кишкового тракту, невідкладній хірургії, організації хірургічної служби. Під його керівництвом виконано 5 докторських і 27 кандидатських дисертацій. Створив школу донецьких езофагологів, це: В. А. Хараберюш, О. М. Бєлозерцев, Б. Ф. Борисов, В. Г. Васильченко

## Відзнаки
Заслужений діяч науки УРСР, заслужений лікар УРСР. Нагороджений орденами Червоної Зірки, Трудового Червоного Прапора, медалями, значком «Відмінник охорони здоров'я».